# 森末義彰
森末 義彰（もりすえ よしあき、1904年4月3日 - 1977年12月17日）は、日本史学者、東京大学名誉教授。

## 経歴
1904年、香川県生まれ。1922年に第五高等学校に入学し、1925年に卒業。東京帝国大学文学部国史学科に進学し、1928年に卒業論文「江戸初期に於ける演劇と社會との関係」をまとめて卒業した、史料編纂所業務嘱託、1932年史料編纂官補、1936年史料編纂官。
戦後、1954年に東京大学史料編纂所教授となり、1962年より所長を務めた。1965年に東京大学を定年退官し、名誉教授となった。その後は白百合女子大学教授として教鞭をとった。

## 研究内容・業績
「国書総目録」編集委員のひとり。

## 著作

### 著書
- 『中世の社寺と芸術』 畝傍書房 1941 (畝傍史学叢書)
- 『東山時代とその文化』 秋津書房 1942
- 『室町文化夜話』 大化書房 1947
- 『日本史の研究』 旺文社 1950
- 『中学生の日本史』  旺文社 1953
- 『学習日本風土記』6 中国・四国編 講談社 1959
- 『中世芸能史論考 猿楽の能の発展と中世社会』 東京堂出版 1971

### 共編著
- 歴代詔勅集 岡山泰四共編 目黒書店 1938
- 国史肖像集成 第1-6輯 谷信一共編 目黒書店 1940
- 歴代詔勅謹釈 辻善之助共編 育英出版 1944
- 歴代詔勅選集 大詔渙発二周年記念出版 辻善之助共編 目黒書店 1944
- 食物史 日本人の食生活の発展 菊地勇次郎共著 第一出版 1953
- 図説日本文化史大系 第7巻 室町時代 菊地勇次郎共編 小学館 1957
- 風俗辞典 日野西資孝共編 東京堂 1957
- 日本文化史辞典 川崎庸之,和歌森太郎共編 朝倉書店 1962
- 学習と受験要語日本史 今村広一,横田重男共著 評論社 1962
- 流人帖 伊豆・佐渡・隠岐の流人 人物往来社 1964
- 体系日本史叢書 第16 生活史 第2 宝月圭吾,木村礎共編 山川出版社 1965
- 体系日本史叢書 17 生活史 第3 宝月圭吾,小西四郎共編 山川出版社 1969